# Singles 19-24
Singles 19-24 è la ottava raccolta del gruppo musicale britannico Depeche Mode, pubblicata il 29 marzo 2004 dalla Mute Records.

## Descrizione
Il cofanetto è stato distribuito in contemporanea con i successivi Singles 25-30 e Singles 31-36, riprendendo la prima trilogia di box pubblicati nel 1991, e contiene i singoli estratti da Music for the Masses (con l'eccezione di Little 15, apparso nel precedente Singles 13-18) e i primi due da Violator, oltre alla versione dal vivo di Everything Counts tratta dall'album dal vivo 101

## Tracce
Testi e musiche di Martin L. Gore, eccetto dove indicato.
CD 1 – Strangelove
1. Strangelove – 3:49
2. Pimpf – 4:34
3. Strangelove (Maxi Mix) – 6:35
4. Strangelove (Midi Mix) – 1:40
5. Fpmip – 5:22
6. Strangelove (Blind Mix) – 6:34
7. Strangelove (Pain Mix) – 7:21
8. Agent Orange – 5:07

CD 2 – Never Let Me Down Again
1. Never Let Me Down Again – 4:23
2. Pleasure, Little Treasure – 2:53
3. Never Let Me Down Again (Split Mix) – 9:36
4. Pleasure, Little Treasure (Glitter Mix) – 5:37
5. Never Let Me Down Again (Aggro Mix) – 4:56
6. Never Let Me Down Again (Tsangarides Mix) – 4:24
7. Pleasure, Little Treasure (Join Mix) – 4:54
8. To Have and to Hold (Spanish Taster) – 2:36

CD 3 – Behind the Wheel
1. Behind the Wheel (Remix) – 4:03
2. Route 66 – 4:11 (Robert William Troup Jnr)
3. Behind the Wheel (Shep Pettibone Remix) – 5:57
4. Route 66 (Beatmasters Mix) – 6:22 (Robert William Troup Jnr)
5. Behind the Wheel (Beatmasters Mix) – 8:01
6. Route 66 (Casualty Mix) – 10:41 (Robert William Troup Jnr)
7. Behind the Wheel (LP Mix) – 5:20

CD 4 – Everything Counts (Live)
1. Everything Counts (Live) – 5:48
2. Nothing (Live) – 4:42
3. Sacred (Live) – 5:14
4. A Question of Lust (Live) – 4:15
5. Everything Counts (Tim Simenon/Mark Saunders Remix) – 5:32
6. Nothing (Justin Strauss Mix) – 7:04
7. Strangelove (Tim Simenon/Mark Saunders Remix) – 6:33
8. Everything Counts (Absolut Mix) – 6:04
9. Everything Counts (Original 1983 Mix) – 7:22
10. Nothing (US 7" Mix) – 4:01
11. Everything Counts (Reprise) – 0:56

CD 5 – Personal Jesus
1. Personal Jesus – 3:46
2. Dangerous – 4:22
3. Personal Jesus (Acoustic) – 3:28
4. Dangerous (Hazchemix Edit) – 3:05
5. Personal Jesus (Holier Than Thou Approach) – 5:50
6. Dangerous (Sensual Mix) – 5:24
7. Personal Jesus (Pump Mix) – 7:50
8. Personal Jesus (Telephone Stomp Mix) – 5:34
9. Dangerous (Hazchemix) – 5:36

CD 6 – Enjoy the Silence
1. Enjoy the Silence (7" Version) – 4:18
2. Memphisto – 4:03
3. Enjoy the Silence (Hands and Feet Mix 3" Edit) – 6:41
4. Enjoy the Silence (Ecstatic Dub Edit) – 5:44
5. Sibeling (Single Version) – 3:18
6. Enjoy the Silence (Bass Line) – 7:42
7. Enjoy the Silence (Harmonium) – 2:43
8. Enjoy the Silence (Ricki Tik Tik Mix) – 5:58
9. Enjoy the Silence (The Quad: Final Mix) – 15:27